# 阿勒玛古力·居玛江
阿勒玛古力·居玛江（1965年—），中国哈萨克族作家，中共党员。
其父亲居玛江·阿布勒哈子是中国哈萨克民族当代诗人之一。1978年开始写作，1980年开始发表作品，1994年加入新疆作家协会，2021年加入中国作家协会。已出版个人诗歌专集《护身符》《火魂》《远方有个太阳》《爱的威力》《心喊》等。